# Мовинкель, Агнес
Агнес Мовинкель (норв. Agnes Mowinckel; 25 августа 1875, Берген — 1 апреля 1963, Осло) — норвежская актриса
 театра и кино, режиссёр, театральный деятель.

## Биография
Дочь торговца. После окончания школы поступила в королевское училище ремёсел и художественного производства в Кристиании (ныне в составе Академии искусств Осло). Работала учителем рисования в школе. Училась театральному искусству.
Дебютировала в 1899 году в театре «Национальная сцена», выступала в Secondteatret, театре Фальстрёма в Кристиании и в Театре Трондхема. В 1912 году гастролировала в Лондоне и Париже.
В 1922 году дебютировала в качестве режиссёра-постановщика Интимного экспериментального театра в Кристиании.
Между двумя мировыми войнами играла в Норвежском театре.
С 1923 года была руководителем Норвежского национального театра. Новатор норвежского театра, первая профессиональная женщина-режиссёр. Была первой в Норвегии, кто использовал свет в качестве художественного инструмента, приглашала художников в театр и заказывала музыку современным норвежским композиторам.
Похоронена на Спасском кладбище в Осло.

## Избранная фильмография
- 1913 — Gøgler og Greve
- 1922 — Farende folk

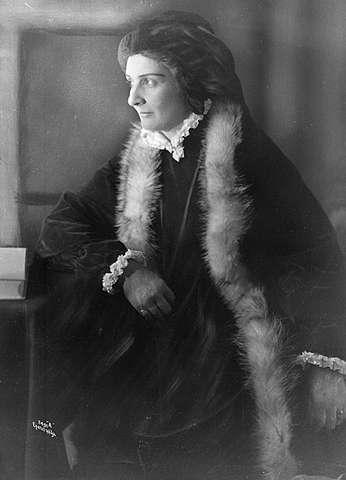
А. Мовинкель в роли Lady Inger of Ostrat Ибсена (1921)
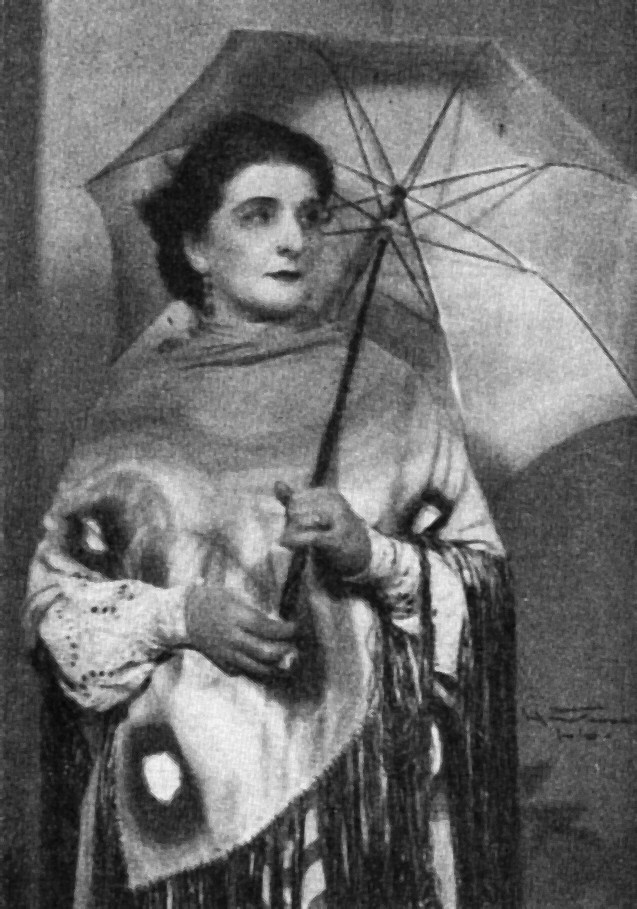
А. Мовинкель в роли Эллиды в пьесе «Женщина с моря» Ибсена (1928)